# 弗朗西斯科·卡尔沃
弗朗西斯科·卡尔沃（西班牙語：Francisco Calvo，1992年7月8日—），哥斯达黎加男子足球运动员，司职后卫。他曾代表哥斯达黎加国家队参加2018年和2022年国际足联世界杯，两届比赛均止步小组赛阶段。